# Tatamagouche
Tatamagouche är en ort i Kanada.   Den ligger i provinsen Nova Scotia, i den östra delen av landet, 1 000 km öster om huvudstaden Ottawa. Tatamagouche ligger 21 meter över havet och antalet invånare är 2 037.
Terrängen runt Tatamagouche är platt. Havet är nära Tatamagouche åt nordost.Runt Tatamagouche är det glesbefolkat, med 15 invånare per kvadratkilometer.. Det finns inga andra samhällen i närheten. 
I omgivningarna runt Tatamagouche växer i huvudsak blandskog.